# A Guerra Civil na França
A Guerra Civil na França é um panfleto político escrito por Karl Marx como discurso ao Conselho Geral da Internacional, com o objetivo de disseminar entre os trabalhadores de todos os países um entendimento sobre a luta dos comunardos na Comuna de Paris, em 1871, e suas experiências históricas das quais devem tirar aprendizado. O livro teve grande circulação nos meses seguintes à sua publicação, sendo traduzido em diversos idiomas e publicado na Europa e nos Estados Unidos. Foi o texto que alavancou a popularidade do autor.

## Publicação e conteúdo
A Guerra Civil na França foi originalmente publicado por Marx em junho de 1871, em Londres, somente como terceiro discurso ao Conselho Geral da Internacional, mas é lido hoje como um conjunto de três discursos de Marx relativos à Guerra Franco-Prussiana e à Comuna de Paris. Os textos foram escritos na língua inglesa entre julho de 1870 e maio de 1871. Em 1891, no vigésimo aniversário da comuna, Friedrich Engels reuniu uma nova coleção de trabalhos e escreveu uma introdução para o terceiro discurso de Marx. Engels decidiu incluir os dois primeiros discursos que Marx fez para a Internacional, em julho e setembro de 1870, que tratam, respectivamente, da entrada da França no conflito com os prussianos e a vergonhosa derrota simbolicamente estabelecida após a Batalha de Sedan. O terceiro discurso, e mais denso dos três, é separado em quatro capítulos que versam, respectivamente, sobre a derrota francesa e capitulação de Paris em janeiro de 1871; a revolução dos operários parisienses e tomada do poder em março; a experiência da comuna e, por último, a queda da Comuna de Paris no fim de maio. O panfleto foi a primeira publicação de grande circulação de Marx, tendo sido logo esgotado e impresso para uma segunda edição. Foi traduzido para o francês, russo, alemão, espanhol, italiano, holandês, polonês, dinamarquês e flamenco em 1871 e 1872.

## Consequências teóricas
Para Marx, os acontecimentos da Comuna de Paris levaram-no à reavaliar as significâncias de alguns de seus escritos anteriores. Em um prefácio posterior ao Manifesto Comunista, Marx escreveria que "nenhuma importância é atribuída às medidas revolucionárias propostas no final da Seção II. Essa passagem seria hoje, em muitos aspectos, diferentemente formulada." A passagem referida no "Manifesto" busca mostrar o processo da tomada proletária do poder do Estado. Sugerindo ainda no mesmo prefácio, que leiam "A Guerra Civil na França", diz: "A Comuna, sobretudo, provou que 'a classe operária não pode limitar-se a apoderar-se da máquina do Estado, nem colocá-la em movimento para atingir seus próprios objetivos'." A experiência da comuna é, para Marx, a antítese para o paradigma do Estado burguês, sob uma perspectiva dialética e materialista.